# David Nwolokor
David Samuel Nwolokor (ur. 10 stycznia 1996 w Port Harcourt) – nigeryjski piłkarz, występujący na pozycji bramkarza w chorwackim klubie HNK Rijeka. Wychowanek Abuja Football College Academy. W swojej karierze grał także w HNK Šibenik, NK Vitez, ŠKF Sereď oraz NK Aluminij.